# HLLAPI
High Level Language Application Programming Interface (HLLAPI) ist eine nicht standardisierte Programmierschnittstelle, die ursprünglich von IBM entwickelt wurde.
Mit HLLAPI kann eine Hostemulations-Software (siehe Host-Terminal-System) gesteuert werden.

## Funktionsumfang
Die HLLAPI bietet ca. 100 verschiedene Funktionen an, beispielsweise können der Bildschirminhalt (Presentation Space) ausgelesen oder Tastendrücke an die Hostanwendung gesendet werden.

## Nutzung der HLLAPI
Die HLLAPI wird durch eine DLL mit einer zentralen Funktion bereitgestellt.
Die Funktion lautet hllapi, HLLAPI oder WinHLLAPI.
function(func:lpint; data:PCHAR; len:lpint; retc:lpint):integer; stdcall;
Über den Parameter func wird die HLLAPI-Funktion gewählt, die Parameter data und len dienem dem Datenaustausch.
Über den Parameter retc wird in manchen Fällen ein Rückgabewert (Returncode) übermittelt.

## Herstellerunterstützung
HLLAPI wird durch diverse Hersteller unterstützt, zum Beispiel
- IBM
- Attachmate
- HOB
- Intra-Sys